# مختارآباد (مقاطعة اشتهارد)
مختارآباد (بالفارسية: مختارآباد) هي قرية تقع في مقاطعة إشتهارد في إيران. يقدر عدد سكانها بـ 154 نسمة .